# Poden
Poden – wieś w Słowenii, w gminie Kostel. W 2018 roku liczyła 9 mieszkańców.